# Eucryphia hybrida
Eucryphia hybrida är en tvåhjärtbladig växtart som beskrevs av Bausch. Eucryphia hybrida ingår i släktet Eucryphia och familjen Cunoniaceae. Inga underarter finns listade i Catalogue of Life.